# Yttersta domen
För andra betydelser, se Yttersta domen (olika betydelser).

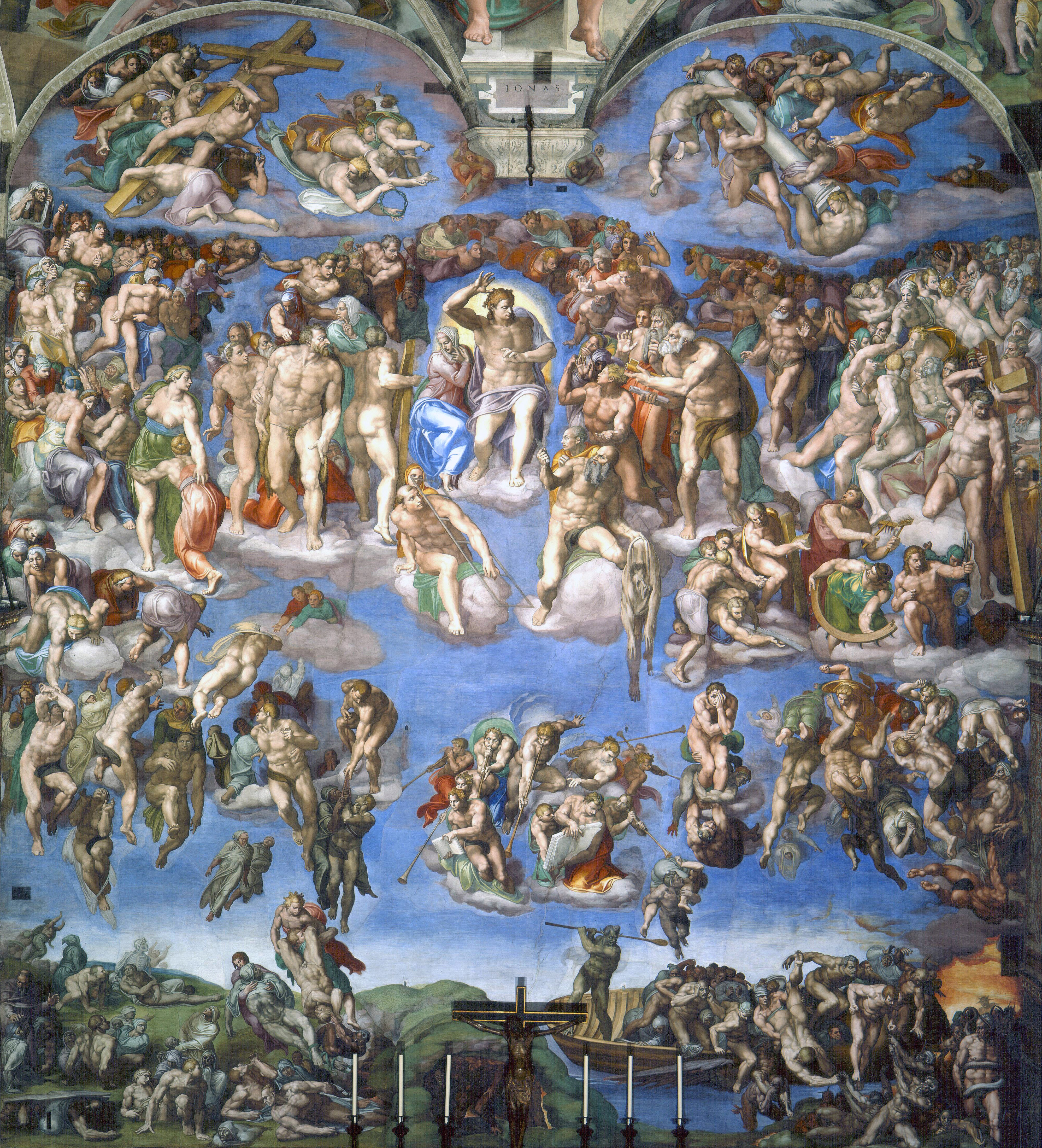
Yttersta domen, fresk av Michelangelo i Sixtinska kapellet.

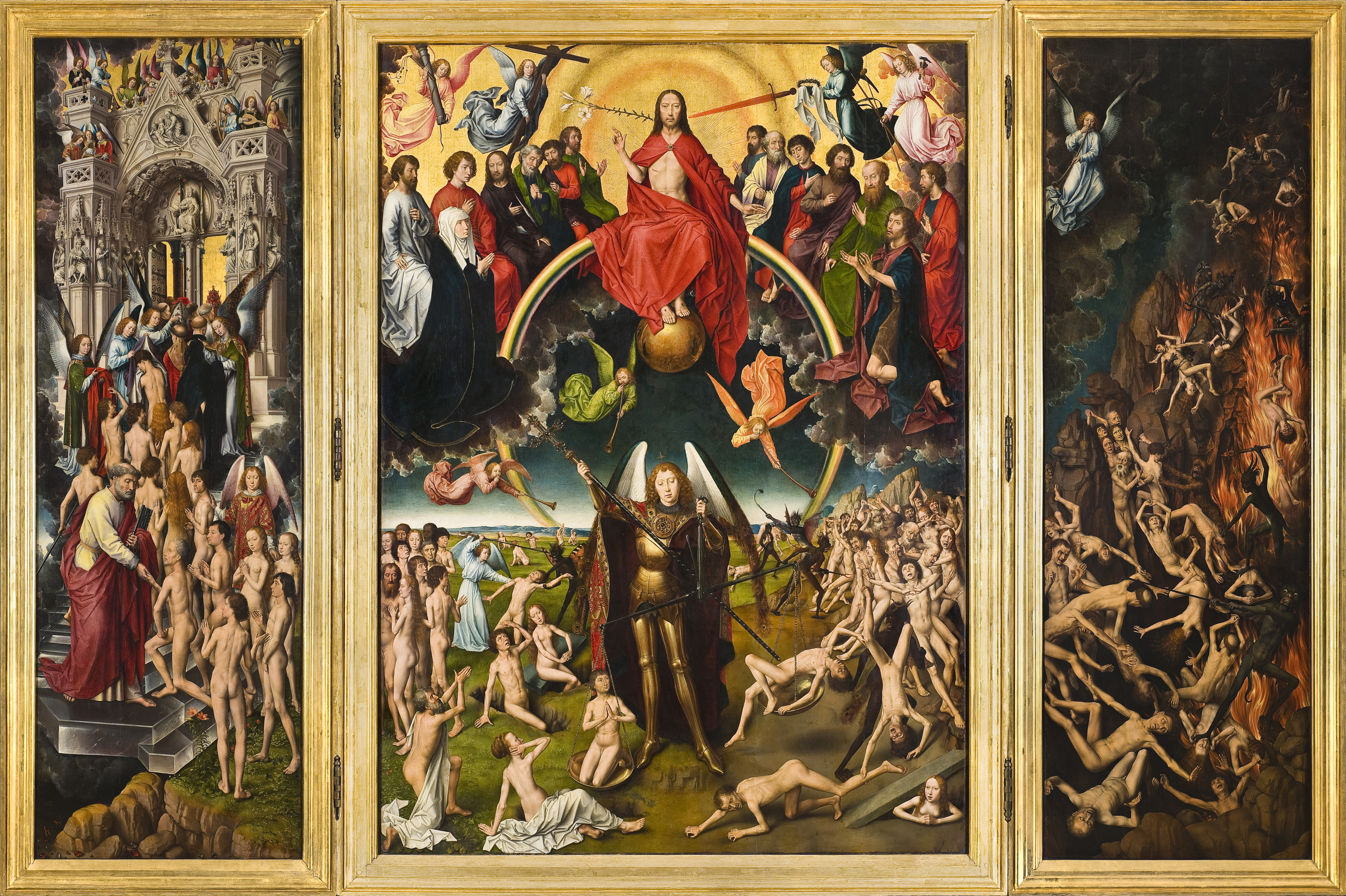
Hans Memlings Yttersta domen på Nationalmuseet i Gdansk (1460-talet).

Yttersta domen, yttersta dagen , domens dag eller domedagen är tanken på en slutgiltig gudomligt avkunnad dom över världen och allt levande. I Svenska kyrkans kalender påminns om den på domssöndagen.

## Definition
Domens dag kan ses som en oundviklig del av världens utvecklingsprocess. Den kan också ses som en villkorad bedömning av människornas utveckling och moraliska vägval inom ett linjärt tidsbegrepp, enligt vilket historien har en början och ett slut.
Den teologiska studien av domedagen kallas för eskatologi (läran om de yttersta tingen). Även inom mer världsliga perspektiv används ibland begreppet som en möjlig konsekvens av mänsklighetens val av livsstilar och moral, inom till exempel debatter förknippade med klimatförändringar, konsumtionssamhälle eller överbefolkningsproblem.

## Olika religioner
Fullt utvecklad uppträder teorin om yttersta domen för första gången i persisk religion (mithraism och zoroastrism) och övertogs av judendomen. I de bibliska evangelierna (inklusive i Matteus 25) talar Jesus om den förestående domen, då Människosonen skall komma på himmelens skyar och skilja de onda från de goda.
Den yttersta domen behandlas även i Bibelns sista bok, Uppenbarelseboken. Inspirerat av den apokryfiska texten Thomas Uppenbarelse gjordes beskrivningar av Yttersta domens femton förebud kring år 1000. Förväntningar om att domen nalkas har tidvis spelat en stor roll i kristet tänkande, och det har genom historien inte minst varit förknippat med historiska kometers passager eller särskilda sekel- och millennieskiften. Yttersta domen är tema för det kristna kyrkoårets sista dag – domssöndagen.
Fenomenet har även en motsvarighet i Gamla Testamentets Herrens dag. Denna omtalas i Amos 5, Jesaja 2, Joel 2 och Sefanja 1. Då ska Herren besöka alla orättfärdiga för att dela ut krig och naturkatastrofer, som ett straff för begången synd. Begreppet benämns hos Sefanja även som Vredens dag (latin: dies irae).
Även inom islam finns tanken. Dagen kallas Yawm al-Qiyamah, "Återuppståndelsens dag" eller yawm ad-din, "Domens dag". Denna dag bedöms människor efter sina gärningar under livet, och de sänds antingen till helvetet eller paradiset.
Inom nordisk mytologi återfinns det liknande begreppet Ragnarök, "gudavärldens undergång".

## I kulturen, andra betydelser
Yttersta domen är ett vanligt förekommande motiv i konsten. Mest känd är fresken som Michelangelo Buonarroti utförde 1536–1541 i Sixtinska kapellet.
På det personliga planet används ibland termen kermoros för en grym död förknippad med en dom, efter den grekiska dödsgudinnan Keres, som utdelade våldsam död och moros, personifikationen av hotande undergång i den grekiska mytologin.